# 손가락 두드리기 검사
손가락 두드리기검사(finger tapping test,FTT) 또는 두드리기 비율(tapping rate)는 신경근 시스템의 무결성을 평가하고 운동 제어를 검사하기 위해 제공되는 심리 테스트중 하나이다. 손가락 두드리기 테스트(FTT)는 관성 및 세그먼트 간 상호 작용이 매우 작아서 운동에 대한 생체 역학적 영향이 감소하기 때문에 상대적으로 순수한 신경학적으로 구동되는 운동 과제로 평가될수있는 장점이 있다. 손가락 두드리기에는 시간, 공간 진폭 및 주파수의 세 가지 중요한 기능이 포함한다.  연구에 따르면 10 초 간격 당 평균 탭 횟수는 경미한 외상성 뇌 손상 환자와 건강한 대조군을 구분하는 데 사용할 수 있으며,  오랜동안 훈련된 권투 선수와 공을 자주 헤딩한 축구선수 그리고 경미한 외상성 뇌 손상을 입은 사람의 한 달 후에서 FTT의 두드리기 비율(tapping rate)은 더 낮다라고 보고된다. 손가락 두드리기 검사 및 두드리기 비율은 또한 초기 외상성 뇌 손상의 중증도와 관련이 있는 것으로 밝혀졌으며 경미하고 중등도의 외상성 뇌 손상으로부터 회복을 평가하는 데 사용할 수도 있다.

## 같이 보기
- 위스콘신카드분류검사
- 작업기억